# Lake Almanor
Lake Almanor is een groot kunstmatig stuwmeer in Plumas County in het noordoosten van de Amerikaanse staat Californië. Het meer werd gevormd door de Canyon Dam op de noordelijke arm van de Feather River en wordt gevoed door verschillende andere stroompjes en bronnen. De eerste Canyon Dam werd in 1910 door Great Western Power gebouwd. De huidige dam dateert uit 1926-1927. Het meer werd genoemd naar de drie dochters van Guy C. Earl, vicepresident van Great Western Power, Alice, Martha en Eleanor.
Lake Almanor ligt in de nabijheid van Lassen Volcanic National Park en is ermee verbonden door de California State Route 89.